# Astragalus saetiger
Astragalus saetiger är en ärtväxtart som beskrevs av Becht. Astragalus saetiger ingår i släktet vedlar, och familjen ärtväxter. Inga underarter finns listade i Catalogue of Life.